# Priseljenski dom
Priseljenski dom v Buenos Airesu, Argentina (špansko: Hotel de Inmigrantes) je kompleks stavb blizu pristanišča, zgrajen med letoma 1906 in 1911 za sprejem, začasno nastanitev in pomoč številnim priseljencem. Dom je deloval do leta 1953, leta 1995 pa je bil razglašen za spomenik državnega pomena. Danes je v njem urejen Državni muzej priseljevanja, Državni univerzitetni muzej Tres de Febrero (MUNTREF) in Center sodobne umetnosti.  